# Arachniotus flavoluteus
Arachniotus flavoluteus är en svampart som beskrevs av Kuehn & G.F. Orr 1961. Arachniotus flavoluteus ingår i släktet Arachniotus och familjen Gymnoascaceae.   Inga underarter finns listade i Catalogue of Life.